# Charaxes loandae
Charaxes loandae är en fjärilsart som beskrevs av Van Someren 1969. Charaxes loandae ingår i släktet Charaxes och familjen praktfjärilar. Inga underarter finns listade i Catalogue of Life.